# 異世界転生騒動記
『異世界転生騒動記』（いせかいてんせいそうどうき）は、高見梁川による日本のライトノベル。小説投稿サイト「小説家になろう」で2013年より連載が開始され、2014年より同社から書籍化されている。イラストはりりんらが担当している。アルファポリス主催の第6回ファンタジー小説大賞で大賞を受賞。2024年2月時点で電子版を含めたシリーズ累計部数は115万部を記録している。
同社サイトよりほのじによるコミカライズが2015年5月から連載されている。

## あらすじ
貴族の嫡男として、ファンタジー世界・アウレリア大陸に生まれ落ちた少年バルド。なんとその身体には、バルドとしての自我に加え、転生した戦国武将・岡左内と、オタク高校生・岡雅晴の魂が入り込んでいた。3人の魂は力を合わせ、バトルに領地経営に類稀な能力を発揮していく。

## 登場人物

### マウリシア王国

#### コルネリアス伯爵家
バルド・コルネリアス
主人公。マウリシア王国・コルネリアス伯爵家の嫡男。前世から引き継がれた二つの人格とそれらから齎される知識・技術で資産を増やすが、それを探るために送り込まれた密偵と戦ったことをきっかけに騎士学校に送られる。第2王女・レイチェルがコレラに感染した際に対症療法とはいえ治療を行い、感染を予防する方策も伝えたことで男爵位を賜り「サヴァーン男爵」となる。
サンファン王国では王位継承問題に絡んで幼馴染であるテレサとフランコ王子の仲を取り持ったほか、サンファン海軍に羅針盤と壊血病の予防策を提供、対ハウレリアの最前線ながら領地を与えられて「アントリウム子爵」となる。アントリウムに侵攻してきたハウレリア軍を援軍が辿り着くまで抑え、撃退したことで「アントリウム辺境伯」に任じられた。
岡 左内 定俊（おか さない さだとし）
日本の戦国時代の武将で、小判を畳に敷き詰めそこで全裸で転がるのを趣味とした守銭奴である。しかしただの守銭奴ではなく、関ヶ原の合戦の折には主君である上杉景勝に全財産を寄付している。本編では主人公バルドの前々世。
屈強な戦人（いくさ人）であり、バルドの戦闘技能と金銭に対する執着は彼の影響。左内が生涯を掛けて練磨した組打術・抜刀術などは直接的な殺し合いが当たり前な異世界においても大きなアドバンテージとなっている。人格が表に出てくることもある。バルドたちの住む世界の言葉はバルドや正晴の意識を通じて理解は出来るが話すことはできず、かなり訛りのある日本語を喋る（当然作中の人間には理解できない）。前世では結局、戦での死を迎えることなく大往生したが、そこが未練ともなっており、兵（ツワモノ）との戦闘や負け戦の撤退戦では死に場所を求めて主導権を取ろうとした。
岡 雅晴（おか まさはる）
日本の21世紀初頭の高校生。年季の入ったオタクでケモミミ好き。異世界転生に憧れて様々なネタ知識を溜めこんでいたが、大学受験の当日に交通事故に遭って死んだ。本編では主人公バルドの前世。
人格が表に出てくることもある。左内よりは今世である異世界に順応しており、現地の言葉を使える。自分や左内はあくまで前世から偶々引き継がれた存在であり、バルドの人生はバルドのものと考えている。
イグニス・コルネリアス
マウリシア王国・コルネリアス伯爵領の領主。主人公バルドの父親。優秀な軍人だが、貴族としては「戦貧乏」と言われるほど内政能力に欠けている脳筋。プレイボーイとして「赤い種馬」という二つ名で呼ばれていたが、一介の傭兵だったマゴットに一目惚れして実際に結婚まで押し切ってしまった。
マゴット・コルネリアス
マウリシア王国・コルネリアス伯爵領の領主夫人。主人公バルドの母親。かつては「銀光のマゴット」の異名で恐れられた傭兵。子煩悩だがツンデレ気質で、命にかかわるレベルの肉体言語によるスキンシップを行う。
生きる不条理とさえ言われる人物でアントリウム防衛戦では臨月でありながら参戦した。
本名はマルグリット。トリストヴィー王家の血を引く生き残りであるが、彼女の出自には更に深い秘密があった。
ナイジェル・コルネリアス
マウリシア王国・コルネリアス伯爵家の次男。アントリウム防衛戦直後に産まれた主人公バルドの弟でマルグリットとは双子の姉弟。
マルグリット・コルネリアス
マウリシア王国・コルネリアス伯爵家の長女。アントリウム防衛戦直後に産まれた主人公バルドの妹でナイジェルとは双子の姉弟。
セイルーン
コルネリアス伯爵家のメイド。主人公の二つ上の幼馴染であり、専任の世話役。幼いころから世話したバルドに好意を持ち、セリーナと共にバルドから求婚される。

#### マウリシア王国の住民
セリーナ・サバラン
サバラン商会の会頭。獣人・犬耳族の女性で、モフモフの垂れ耳としっぽを持つ。バルドに暴漢から救われたのをきっかけに彼の持ち込む品物や企画の商取引を担当する。なんだかんだとバルドに好意を持ち、セイルーンと張り合いつつも一緒にバルドから求婚された。
ロロナ
サラバン商会の番頭を務める女性。常に冷静で、暴走気味なバルドやセリーナにツッコミを入れる。この世界ではセリーナ以上に結婚適齢期が迫っていたが、サンファン王国海軍卿となったホセ・リベリアーノと結婚する。
ジルコ
真っ赤な赤毛に金の瞳をもった身の丈6尺を超える女丈夫で「疾風（または突風）」の二つ名をもつ女傭兵。現役時のマゴットの世話になったことがある。バルドが作った「甜菜畑の警備」を依頼されたことから彼に従うようになり、傭兵隊を指揮する。
食い意地が張っており、バルドが前世知識から作った料理や酒、調味料にハマって以来、太り気味。アントリウム防衛戦では偵察に出た傭兵隊が壊滅、ジルコ自身も行方不明になるが、傷ついて河を流され倒れていた所を木こりの青年ベックに助けられる。その後、ベックの助けを得てアントリムに帰還するが、戦傷による後遺症から傭兵を引退。2年に渡る交際の末にベックの子を身籠り結婚した。
ミストル、グリムル、セル、ミランダ、ジャムカ
ジルコの傭兵仲間。バルドが作った「甜菜畑の警備」を依頼されたことから彼に従うようになる。
ミストルはジルコとは同郷の幼馴染で、アントリム防衛戦で偵察に出た際の遭遇戦で戦死した。
本人曰く女房持ちらしいグリムルとナイフ使いのセル、弓兵のミランダはセリーナの護衛も兼ねてサバラン商会で働くようになった。
ベック
森の奥で暮らしていた木こりの青年。身長2ｍ33cm（足のサイズも36cm）と、並ぶとジルコが小柄に見える巨人と言っても遜色のない体格。自分の釣り場に流れ着いたジルコを救助した。
12歳の時に流行り病で家族と死に分かれており、以来15年間森の中で一人暮らしをしていたため人と話すのは苦手。
ラミリーズ
マウリシア騎士学校の校長。元王国軍の将軍で傭兵時代のマゴットの上司。
テュロス、ポルコ、マルゴ
バルドが資金調達のために作った「甜菜畑」の管理をしていた子供たちのリーダー格。テュロスとポルコはアントリウム子爵となったバルドの家臣となる。
テュロスは仕立て屋の3男坊。幼いころからバルドのやり方を間近て見ており、バルドの考えを深く理解している。だが、バルドへの心酔がアウグスト曰く「忠誠心が天元突破している」と言われるほど度を越しており、周囲からは心配されている。
ポルコはコルネリアス家衛士の息子。衛士としてはむしろ凡庸なタイプだがそれを自覚しており、周囲からの受けも良い。わずかにでも感じた違和感は欠かさず報告している。
マルゴは女の子で、遊び仲間でもあった靴屋のコリンと結婚した。
ゴート、タイロン、カリム
バルドより伝えられた情報から製品を製作・再現する職人たち。
ゴートは細工職人。造形はともかく彩色のセンスに欠けるという評価だったが、バルトより伝えられた「電気メッキ」で金メッキ加工した細工品が「ゴート・コレクション」と呼ばれて評判となる。
タイロンは王都に開いた菓子店「こげ茶亭」のチーフパティシエ。菓子作りに対する熱意が暴走気味。
カリムはゴートの紹介で知り合い、新型の織物機を開発。アントリム領に工房を作る。
ギュネス・クラウス
アントリム領の老舗酒蔵の親方。バルドの発案でビールの製造を行う。
トーマス・フィリップス
王都にある国内でも最大規模の商会「ダウディング商会」の国外事業部代表。セリーナのサバラン商会と提携したことでバルド発の商品を手広く展開して大成功し、ダウディング商会の副会頭となる。
セリーナにベタ惚れしており、自分に脈はないと承知していながら度々理性が決壊しかけることも多く、遠慮なく秘書に突っ込まれている。

#### マウリシア王家
ウェルキン
豪胆かつ、権謀術数にも優れたマウリシアの現国王。
レイチェル
第2王女。サンファン王国の王太子であったアブレーゴとの婚約が決まっていたが、当の婚約者からコレラを感染させられて死に掛けたところをバルドの治療で救われる。それ以来、バルドに対して想いを募らせていた。だが、バルドのトリストヴィー内乱への参入と、それに伴う自身の血統を明かしたことで最初は乗り気だったウェルキンから別の婚約者をあてがわれる。それに反発して「王族としての権利を放棄する法手続き」を行い、王家を離脱してバルドの許へ走った。
マーガレット
第3王女。
ウィリアム
第3王子。7人兄弟の末っ子（四男）だが、兄の一人が早世したため3番目の序列となっていた。王太子である長兄に子供が生まれたことで次兄共々部屋住み扱いもお役御免となる。姉には頭が上がらないが、それ以上に姉思いの弟気質。

#### マウリシア王国の貴族
ハロルド
王国宰相。十大貴族筆頭のエジンバラ公爵家当主。
アーノルド・ボーフォート
公爵。マウリシア王国において「10大貴族」と呼ばれる有力貴族の筆頭。
テレサ・ブラッドフォード
子爵令嬢。バルドとは幼馴染。実は性同一性障害者であり、精神的には男性。男装がデフォルトの麗人でセイルーンやセリーナに言い寄っていたが、サンファンの王子・フランコと恋に落ち、結婚する。
マティス・ブラッドフォード
子爵。テレサの父。イグニスとも古くからの戦友。
シルク・ランドルフ・トリストヴィー
侯爵令嬢。騎士学校の一回生。トリストヴィー王家の血をひいており、将来的には王家復興の旗頭となることを期待されているが、本人はバルドに惹かれている。
アルフォード・ランドルフ
侯爵。シルクの父。プレイボーイとして鳴らしたバルドの父・イグニスの結婚前の行状を知っており、訪ねてきたバルドを「娘に近づく悪い虫」と警戒の目を向ける。バルドがシルクたちに試してもらったトリートメント剤を王家に献上した。
ブルックス・アーバイン
騎士学校の一回生。早期入学してきたバルドと意気投合し、友人となる。バルドがアントリウム子爵に叙爵された際にネルソンと共に家臣となる。年上との交友が多いバルドにとっては貴重な同世代の友人。
ネルソン・ヘイドリアン
騎士学校の一回生。友人となる。バルドがアントリウム子爵に叙爵された際にブルックスと共に家臣となる。年上との交友が多いバルドにとっては貴重な同世代の友人。
web版のダイジェスト（現在は削除されている）ではアントリウム防衛戦の最中に戦死しているが、書籍版にはそのシーンが書かれていない。以後、長らく作中に登場していなかったが、書籍13巻にて、アンサラー王国が内政干渉しているネドラス王国に潜入、国内でゲリラ活動を行っていたラグニタスに協力していた。
アガサ・マイルトン
准男爵家次女。シルクの家庭教師をしていたこともあり、シルクからは実の姉同様に慕われている。実家の財務も一人で取り仕切って立て直しかけたが、跡を継いだ兄との折り合いが悪く、実権を取り上げられ他の貴族家の後添いに出されそうなり、絶縁してランドルフ家の食客となっていた。アルフォードの紹介で人材を求めていたバルドに引き抜かれ、アントリウム子爵家の秘書室長となる。
基本的にはモラリストで、それまでの常識を打ち破り続けるバルドには呆れつつも関心をもつ。この世界では結婚適齢期を過ぎており、自らを「売れ残り」と自嘲している。「好きな子はいじめたくなるタイプ」で言葉責めが得意。バルドの秘密の趣味を目撃してしまい、自分の叱責にヘコむバルドを可愛いと感じ好意を持つようになる。

### ハウレリア王国
アンドレイ・セルヴィー
コルネリアス領とは国境を挟んで隣り合う侯爵家当主。かつての戦役ではハウレリア軍先鋒としてコルネリアス軍と戦うが、イグニスとマゴットには煮え湯を飲まされ続けており、彼らを倒すことに執心するあまり「いのししセルヴィー」と呼ばれている。
トーラス・ラインバルド
フェルディナント・サヴォア
セルヴィー侯爵家と同様にマウリシアと国境を接する領地を持つ伯爵家当主。しかもサヴォア伯爵領はアントリムの南に位置し、両国の戦争が起きれば最前線となる立地。そのため代々情報を重視し、優秀な諜報員を抱えアントリムなどには現地に住み着いて情報収集を行う草を潜り込ませている。
ソバト・ドレーン
フランドル・ガスティン

#### ハウレリア王家
ルイ・フェルディナン・ハウレリア
ハウレリア国王。マウリシアに対して戦争を仕掛けるが、アントリウムで思わぬ痛手を受け、譲位。内戦に発展することで他国からの干渉を避けるべく、譲位したことに不満を見せて戦争継続を望む貴族を呼び寄せ、毒を盛り全滅させたのち、自身の首を差し出して決着を付けた。

### サンファン王国
ホセ・リベリアーノ
海軍相。
サンタクルズ侯爵
軍務卿。
バルトロメオ・デ・セルバンテス
王国海軍の渉外部、軍務卿直属の謀略機関―通称アカシ機関のエージェント。

#### サンファン王家
カルロス5世
病を患い余命いくばくもないなか、愛する妻マリアの将来と後継者問題に悩む。
マリア
第1王妃。マジョルカ王家出身で普段はネコを被っているが故国では「鉄拳」の異名を持っているほか、国はじまって以来の天才魔法士。
エレーナ
第2王妃。サンファンでも王家に次ぐ大貴族・コルドバ公爵家出身。血筋は良いが我が儘で政治を知らない女性。実家からついてきた部下の前で地元を「ド田舎」と貶すなど失言も多い。フランコを王太子とするべくペードロを弑さんとしたが、フランコからすれば大きなお世話であり王太子となった息子の手で実家に送り返される。
アブレーゴ
第1王子にして王太子だったが、多情で場末の娼館からコレラに感染して発病、明確な治療法がなかったため死亡した。フランコによると女癖を除けば後継ぎとしては問題なかったらしい。
フランコ・コルドバ・デ・サンファン
第2王子。実は性同一性障害者であり、精神的には女性。テレサと出会った瞬間に恋に落ちる。そして彼女と結婚するために余計な揉め事の種となる実母（第2王妃）を実家に送り返した上で立太子を行った。テレサと歴史に残る鴛鴦夫婦となり、二人の間には四男四女の子宝に恵まれるが、プレイボーイなテレサと違って独占欲が強く、子供ができるたびにテレサから（彼女自身の好みも含めて）側室を娶ることを勧められたが断っている。300年ほど後に夫婦生活の実態を突きとめた歴史家に「逆転夫妻」と称された。
ペードロ・マジョルカ・デ・サンファン
第3王子だが、母親は第1王妃と複雑な立場。周囲の軋轢とは裏腹にフランコとの仲は良い。

### マジョルカ王国
ウラカ・デ・パルマ
マジョルカ海軍の海軍相を務める女丈夫。いわゆる「ジジコン」でバルドの中にいる左内の存在からバルドに一目ぼれする。

### トリストヴィー公国
カイラス
アウグスト・ガリバルディ
犬耳族。港町マルベリーに本拠を置く海運ギルド七元老の一人。

#### トリストヴィー大公家
ベルナルディ・アマーディオ・トリストヴィー

### ノルトランド帝国
エルンスト・バルトマン
犬耳族。帝国騎士。セリーナの幼馴染で、かつて神前にて結婚の誓約をし、音信が途絶えた後も律儀に待ち続けていた。
リセリナ・ビョルク
犬耳族。ジーナの孫でセリーナの伯母。マゴットが自分とは「従姉妹同士」ということは知らなかったが、良い喧嘩友達だった様だ。
ジーナ・ビョルク
犬耳族。獣神殿の司祭長。リセリナの祖母。「ヘルシングの雷鳴」の異名を持ち、帝国軍重鎮にも弟子がいる。祖父にあたる者に1人「人族」がおり、実は人と変わらぬ耳をもつ王門持ち。
若い頃に大陸を放浪していた時期があり、縁あって仕えたトリストヴィー貴族・パザロフ伯爵ヴィクトールとの間に人間の娘・ダリアと獣人の息子・ブラッドを儲ける。この二人の内、ダリアがマゴット（マルグリット）の母親。つまりはジーナはバルドの曾祖母となる。ブラッドがリセリナの父親で、リセリナの姪であるセリーナはバルドとは「又従姉妹」という繋がり。母・ダリアを亡くして傭兵となったマゴットが訪ねてきた際に大喧嘩した末に彼女の王門を開放した。
バルドの挙兵に対しては実の曾祖母かつ洗礼親ということも含めて全面的な助けとならんと獣人族による部隊を編成、自ら一足早くアントリムまでやって来た。曾孫であるバルドには「お婆ちゃん」と呼ぶように頼み込んでいる（バルド曰く、半ば脅迫だった。それを聞いたマゴットは思わず突っ込みを入れた）。

#### ノルトランド王家
グスタフ・アドルフ・ノルトランド　
ノルトランド帝国皇太子　24歳
ベアトリス
ノルトランド皇太子妃。マウリシア王国の元第1王女。

### ガルトレイク王国
サクヤ・カゲツ
ガルトレイク王国に住む獣人・猫耳族の有力者で「ガルトレイクの巫女姫」とも呼ばれている一人。獣人と人との融和を進められているガルトレイク王国で平民のみならず、王家にも側室としてだが人員を送り込み、生まれた子が獣人であっても王位継承権を与えるという内示を受けた矢先にトリストヴィー王家と獣人の血を引く英雄・バルド登場の報を聞き、自分たちも動かざるを得ないと考え、娘のサツキをアントリムに送りだした。
ドミニクス
ガルトレイク王国軍の将軍。獣人の血を引く者も王族と認め、王位継承権を付与する様に運動を行っている。
サツキ・カゲツ
サクヤの娘で人間とのハーフ。16歳。人と変わらぬ耳と「王門」を持った次代の星とされている少女。だが、本人は猫耳族の中で育ちながら猫耳を持たなかったことが若干のコンプレックスだったためか、語尾に「にゃ」と付ける口癖がある。
故郷では唯一人の王門持ちとして絶大な自信を持っていたが、訪れたアントリムにはバルドだけではなく、マゴット、ジーナと複数の王門持ちがいたことに驚愕する。

### アンサラー王国
マラート・アントノフ
ミハイル・カラシニコフ
王国右将軍。バルドの中にいる左内をして「傾寄者」と称し、世間では戦狂いと呼ばれる歴戦の武人。軍人というより、個人の武勇のみで成り上がった男で指揮官としての能力は高くはない。だが担当していた属国・ネドラスにおいて執拗なゲリラ活動を続ける獣人族がついに仕留めることができなかったという実力は侮れない。

#### アンサラー王家
アレクセイ三世
ピョートル

## 用語
獣人
獣の耳や尻尾をもつ亜人。大陸全体でもたいした数はいないが、獣神ゾラスを信仰する同族同士の結束は強く、特に同じ神殿で洗礼を受けた者は同じ群れの子（カハウィ）として家族同様に助け合う風習がある。犬耳族と猫耳族に大別されるが、過去に獣人族の統一王朝を立てた初代王・ブロッカス暗殺に関して互いに嫌疑を掛け反目している。
戦士の中でも上位の者は「変生」と呼ばれる潜在能力の意識的開放が可能。人族との間に子を作っても、産まれる子はほぼ全てが獣人の形質を受け継いで生まれ、人の姿で生まれるのは10人に1人ぐらい。そのため、王族や貴族をはじめ血筋を重視する者は身内が獣人と結婚することを忌避する傾向がある。
ごく稀に人の姿でありながら人間と獣人、双方の特質を受け継ぐ子が生まれることがある（およそ100人に1人）。大抵の者はそのことを知らずに一生を終えるが、獣人司祭のごく限られた者だけが獣人の特質「王門」を開放することができる。
エウロパ教
人族の大半が生誕時に洗礼を受けるほどの大宗教。獣人に関する差別を肯定する教えを説いているが、実際に人族と獣人の間に生まれる「王門持ち」の存在を知っていた。限定的ではあるが王門を封じる効果を持つ魔法度具を「聖遺物」と称して伝えている。

## 既刊一覧

### 小説
- 高見梁川（著）・りりんら（イラスト） 『異世界転生騒動記』 アルファポリス、既刊14巻（2019年3月5日現在）
  1. 2014年3月4日初版発行、ISBN 978-4-434-18967-8
  2. 2014年7月2日初版発行、ISBN 978-4-434-19434-4
  3. 2014年11月7日初版発行、ISBN 978-4-434-19893-9
  4. 2015年3月23日初版発行、ISBN 978-4-434-20340-4
  5. 2015年7月4日初版発行、ISBN 978-4-434-20755-6
  6. 2015年11月2日初版発行、ISBN 978-4-434-21241-3
  7. 2016年3月1日初版発行、ISBN 978-4-434-21667-1
  8. 2016年8月2日初版発行、ISBN 978-4-434-22287-0
  9. 2017年1月3日初版発行、ISBN 978-4-434-22803-2
  10. 2017年6月1日初版発行、ISBN 978-4-434-23331-9
  11. 2017年11月3日初版発行、ISBN 978-4-434-23923-6
  12. 2018年4月1日初版発行、ISBN 978-4-434-24461-2
  13. 2018年9月2日初版発行、ISBN 978-4-434-25053-8
  14. 2019年3月5日初版発行、ISBN 978-4-434-25748-3

### 漫画
- 高見梁川（原作）・ほのじ（作画） 『異世界転生騒動記』 アルファポリス〈アルファポリスCOMICS〉、既刊13巻（2024年10月31日現在）
  1. 2016年2月29日初版発行、ISBN 978-4-434-21566-7
  2. 2016年11月30日初版発行、ISBN 978-4-434-22527-7
  3. 2017年8月31日初版発行、ISBN 978-4-434-23565-8
  4. 2018年5月31日初版発行、ISBN 978-4-434-24608-1
  5. 2019年2月28日初版発行、ISBN 978-4-434-25565-6
  6. 2019年10月31日初版発行、ISBN 978-4-434-26543-3
  7. 2020年7月31日初版発行、ISBN 978-4-434-27630-9
  8. 2021年4月30日初版発行、ISBN 978-4-434-28793-0
  9. 2021年12月31日初版発行、ISBN 978-4-434-29739-7
  10. 2022年9月30日初版発行、ISBN 978-4-434-30885-7
  11. 2023年7月31日初版発行、ISBN 978-4-434-32321-8
  12. 2024年2月29日初版発行、ISBN 978-4-434-33489-4
  13. 2024年10月31日初版発行、ISBN 978-4-434-34673-6